# Kufer

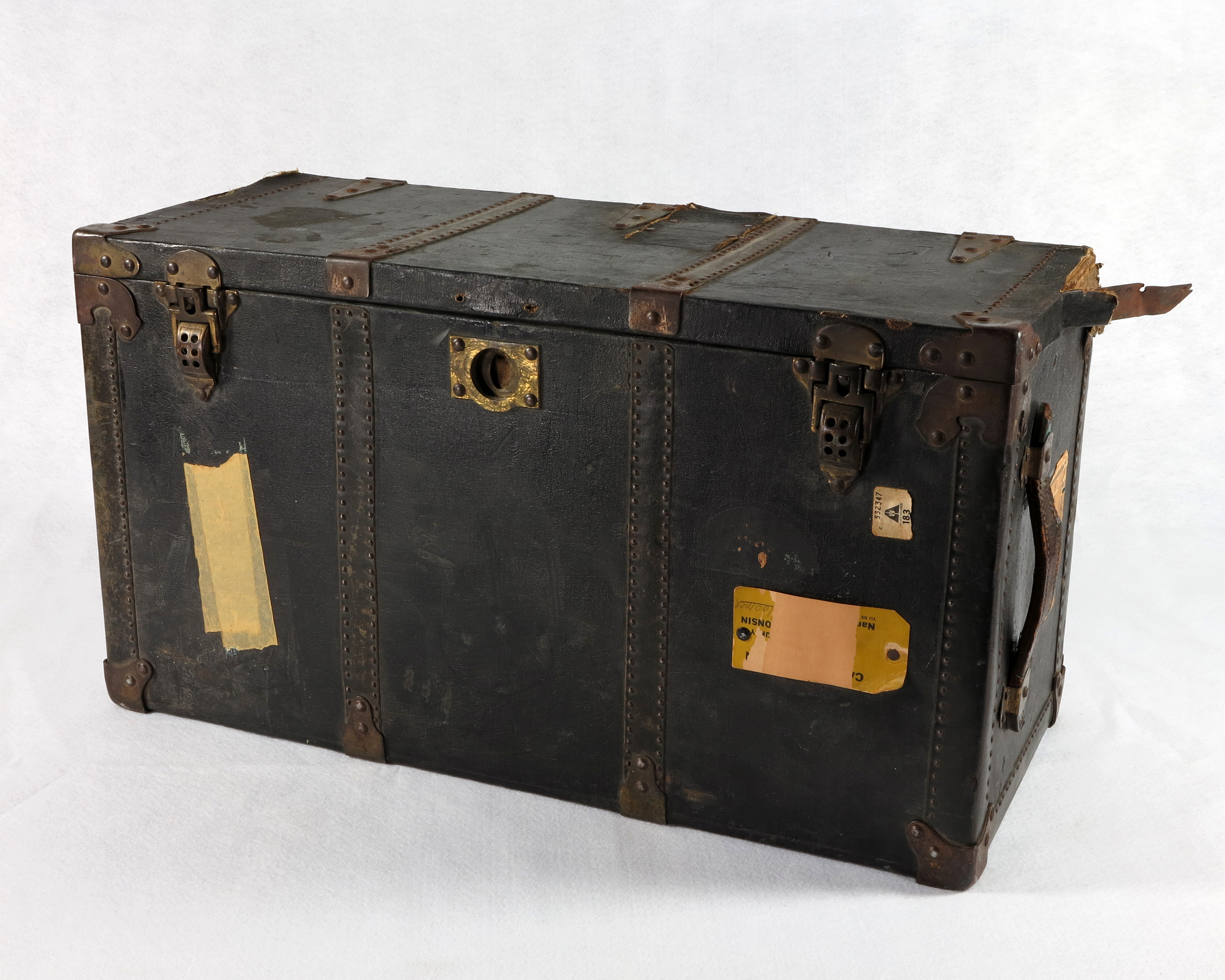
Kufer podróżny

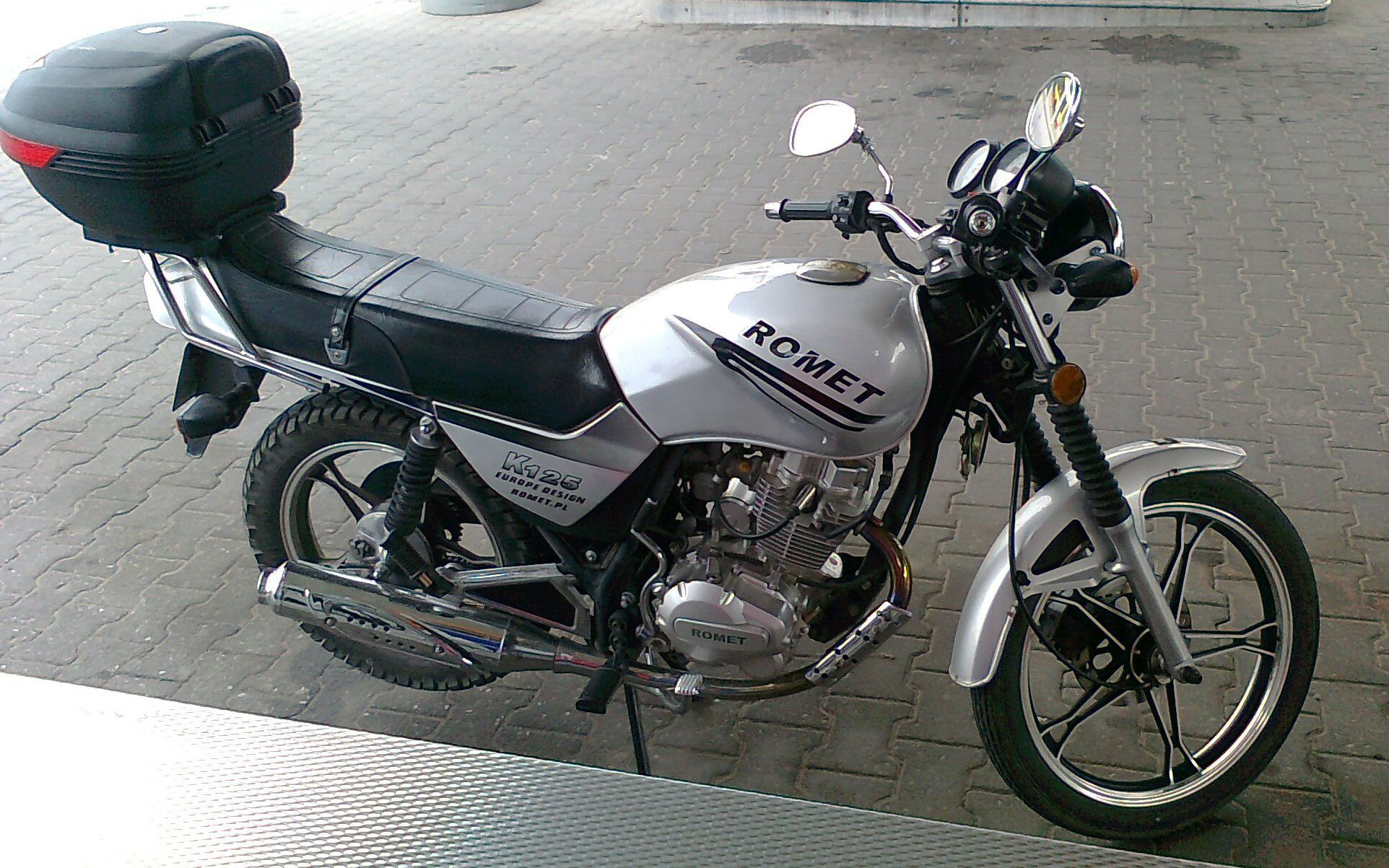
Motocykl romet z kufrem centralnym

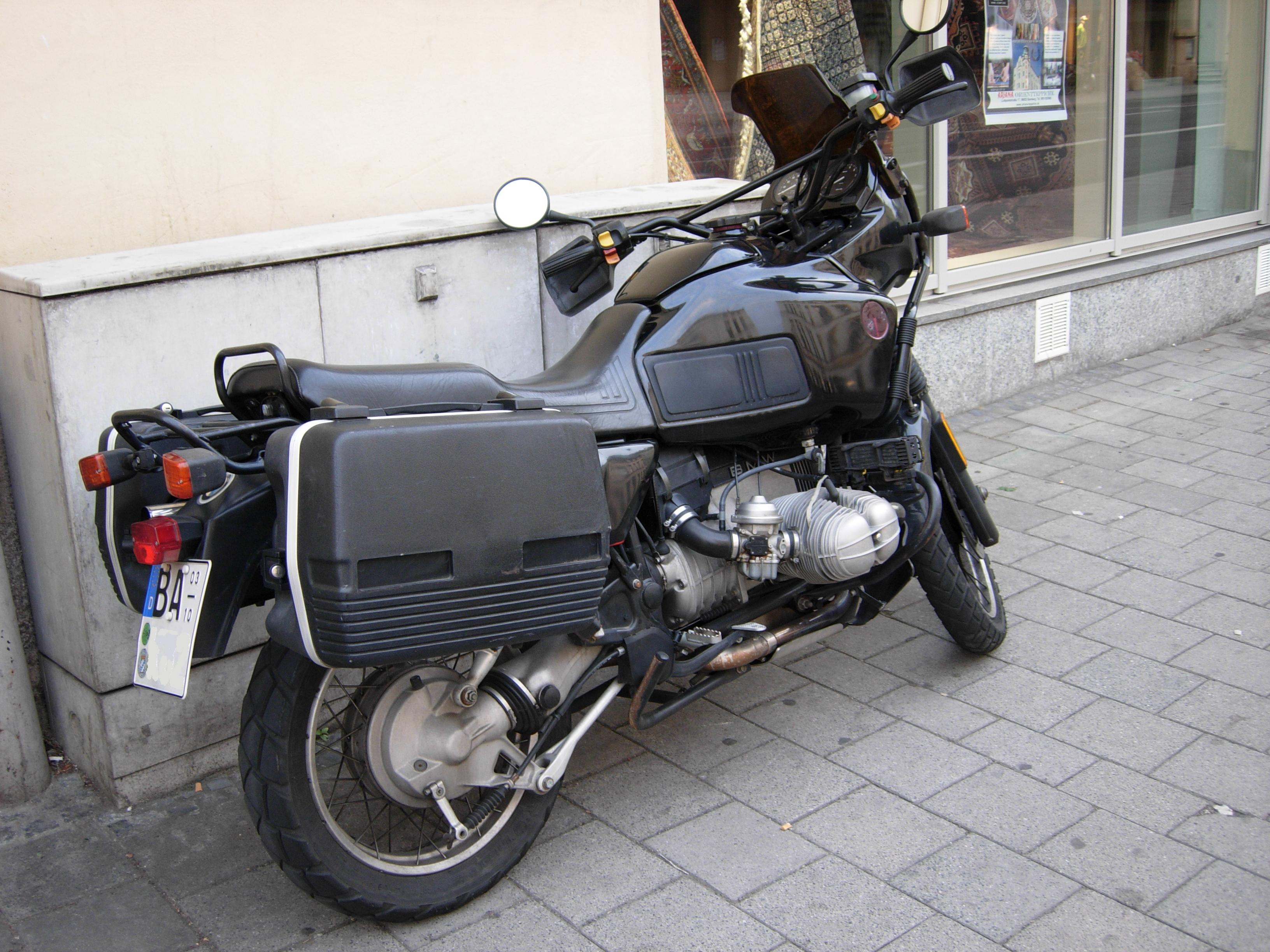
Motocykl bmw z kuframi bocznymi

Kufer – przenośny pojemnik w kształcie zbliżonym do dużego prostopadłościanu, najczęściej z wypukłym otwieranym wiekiem. Służył do transportu lub przechowywania przedmiotów, dla których stanowił zabezpieczenie przed uszkodzeniami. Dzisiaj wykonywany z różnych materiałów: drewna, sklejki, blachy, często z dodatkowym dekoracyjnym wykończeniem powierzchni tkaniną i metalowymi okuciami na narożnikach. Posiada zwykle zamek lub skobel do założenia kłódki.
W motocyklach kufer jest odpowiednikiem bagażnika w samochodzie. Kufer centralny mocowany jest w osi motocykla za siedzeniem pasażera, kufry boczne montowane są z tyłu po oby stronach pojazdu. Wykonywane są z tworzyw sztucznych lub aluminium.

## Historia
Rozpowszechniony w Polsce w XVIII wieku kufer służył głównie do przechowywania odzieży. Zwłaszcza tak zwany kufer gdański, o kształcie cylindrycznym, często obity cenną skórą cielęcą lub z psów morskich. Od końca wieku XVIII używany był również jako sprzęt podróżny.
W meblarstwie ludowym kufry pojawiły się w XIX wieku w miejsce skrzyń. Zwykle malowano je farbami pokostowymi na kolor zielony lub brązowy, okuwano pasami z grubej blachy i zaopatrywano w antaby (uchwyty) do przenoszenia. Charakterystycznie mazerowane kufry, zwane skrzyniami dętymi, wytwarzane były w okolicach Opoczna.